# Canton de Pessac-1
Pour les articles homonymes, voir Canton de Pessac (homonymie).
Le canton de Pessac-1 est une circonscription électorale française située dans le département de la Gironde et la région Nouvelle-Aquitaine.

## Géographie
Ce canton est organisé autour de Pessac dans l'arrondissement de Bordeaux. Son altitude varie de 12 m (Pessac) à 56 m (Pessac) pour une altitude moyenne de 17 m.

## Histoire
Le canton de Pessac-1 a été créé par décret du 15 janvier 1982 à la suite de la scission du canton de Pessac.
Un nouveau découpage territorial de la Gironde entre en vigueur à l'occasion des premières élections départementales suivant le décret du 20 février 2014. Les conseillers départementaux sont, à compter de ces élections, élus au scrutin majoritaire binominal mixte. Les électeurs de chaque canton élisent au Conseil départemental, nouvelle appellation du Conseil général, deux membres de sexe différent, qui se présentent en binôme de candidats. Les conseillers départementaux sont élus pour 6 ans au scrutin binominal majoritaire à deux tours, l'accès au second tour nécessitant 12,5 % des inscrits au 1er tour. En outre la totalité des conseillers départementaux est renouvelée. Ce nouveau mode de scrutin nécessite un redécoupage des cantons dont le nombre est divisé par deux avec arrondi à l'unité impaire supérieure si ce nombre n'est pas entier impair, assorti de conditions de seuils minimaux. Dans la Gironde, le nombre de cantons passe ainsi de 63 à 33. Le nouveau canton de Pessac-1 est formé de deux communes de l'ancien canton de Gradignan et d'une fraction de la commune de Pessac. Il est entièrement inclus dans l'arrondissement de Bordeaux. Le bureau centralisateur est situé à Pessac.

## Représentation

### Représentation de 1982 à 2015
| Période | Période | Identité           | Étiquette | Qualité |
| ------- | ------- | ------------------ | --------- | --- |
| 1982    | 1992    | Jean-Claude Dalbos | RPR       | Médecin Maire de Pessac (1959-1977 et 1983-1989) Député (1958-1962 et 1986-1988) Ancien conseiller général du canton de Pessac (1964-1976) |
| 1992    | 2004    | Pierre Auger       | PS        | Maire de Pessac (2001-2008) Suppléant du député Pierre Ducout (1997-2007)                                                                  |
| 2004    | 2015    | Édith Moncoucut    | PS        | Adjointe au maire de Pessac (2008-2014) Vice-présidente du Conseil général                                                                 |

### Représentation après 2015
| Période élective | Période élective | Mandat | Mandat   | Identité         | Nuance | Nuance | Qualité |
| ---------------- | ---------------- | ------ | -------- | ---------------- | ------ | ------ | --- |
| 2015             | 2021             | 2015   | 2021     | Pierre Ducout    |        | PS     | Ingénieur polytechnicien Maire de Cestas (1972-2025) Président de la communauté de communes Jalle Eau Bourde Ancien conseiller général du Canton de Gradignan (1982-2001) |
| 2015             | 2021             | 2015   | 2021     | Édith Moncoucut  |        | PS     | Ancienne adjointe au maire de Pessac Vice-présidente du conseil départemental                                                                                             |
| 2021             | 2028             | 2021   | en cours | Laure Curvale    |        | EELV   | Conseillère municipale de Pessac, conseillère sortante du canton de Pessac-2 6ème Vice-Présidente (transition écologique, patrimoine)                                     |
| 2021             | 2028             | 2021   | en cours | Bernard Garrigou |        | PS     | Directeur de l'INSUP (organisme de formation) Maire de Canéjan |

### Résultats détaillés

#### Élections de mars 2015
À l'issue du 1er tour des élections départementales de 2015, deux binômes sont en ballottage : Pierre Ducout et Édith Moncoucut (PS, 49,01 %) et Aurélie Di Camillo et Benoît Rautureau (Union de la Droite, 27,71 %). Le taux de participation est de 54,11 % (21 640 votants sur 39 992 inscrits) contre 50,54 % au niveau départemental et 50,17 % au niveau national.
Au second tour, Pierre Ducout et Édith Moncoucut (PS) sont élus avec 60,87 % des suffrages exprimés et un taux de participation de 50,52 % (11 449 voix pour 20 204 votants et 39 989 inscrits).

#### Élections de juin 2021
Le premier tour des élections départementales de 2021 est marqué par un très faible taux de participation (33,26 % au niveau national). Dans le canton de Pessac-1, ce taux de participation est de 34,78 % (14 609 votants sur 42 010 inscrits) contre 33,41 % au niveau départemental. À l'issue de ce premier tour, deux binômes sont en ballottage : Laure Curvale et Bernard Garrigou (Union à gauche avec des écologistes, 42,42 %) et Stéphane Comme et Marie-Alice Moreira (REM, 17,73 %).
Le second tour des élections est marqué une nouvelle fois par une abstention massive équivalente au premier tour. Les taux de participation sont de 34,36 % au niveau national, 33,6 % dans le département et 35,11 % dans le canton de Pessac-1. Laure Curvale et Bernard Garrigou (Union à gauche avec des écologistes) sont élus avec 66,61 % des suffrages exprimés (8 882 voix pour 14 749 votants et 42 013 inscrits),,. 

## Composition

### Composition avant 2015
Le canton de Pessac-1 comprenait une fraction de la commune de Pessac.

### Composition à partir de 2015
| Nom                            | Code Insee | Intercommunalité    | Superficie (km2) | Population (dernière pop. légale)                | Densité (hab./km2) | Modifier                                    |
| ------------------------------ | ---------- | ------------------- | ---------------- | ------------------------------------------------ | ------------------ | ------------------------------------------- |
| Pessac (bureau centralisateur) | 33318      | Bordeaux Métropole  | 38,82            | Fraction : 33 569 (2022) Commune : 66 874 (2022) | 1 723              | modifier les données · modifier les données |
| Canéjan                        | 33090      | CC Jalle Eau Bourde | 12,00            | 5 836 (2022)                                     | 486                | modifier les données · modifier les données |
| Cestas                         | 33122      | CC Jalle Eau Bourde | 99,57            | 16 757 (2022)                                    | 168                | modifier les données · modifier les données |
| Canton de Pessac-1             | 3323       |                     |                  | 56 162 (2022)                                    |                    | modifier les données                        |

Le nouveau canton de Pessac-1 comprend :
1. deux communes entières
2. la partie de la commune de Pessac située à l'ouest et au sud d'une ligne définie par l'axe des voies suivantes : depuis la limite territoriale de la commune de Mérignac, rue Albert-Laurenson, avenue de Noès, avenue du Pont-de-l'Orient, allée des Primevères, rue Pierre-Rambaud, rue du Merlot, chemin du Haut-Brana, rue du Plateau-de-Noès, avenue du Docteur-Nancel-Pénard, avenue Paul-Montaigne, rue Larouillat, avenue Pasteur, allée Challier, ligne droite dans le prolongement de l'allée Challier jusqu'à la voie de chemin de fer jusqu'à hauteur du numéro 1 de l'allée des Cyprès, allée des Cyprès jusqu'au croisement de l'avenue de la Châtaigneraie, avenue de la Châtaigneraie, avenue Arago, rond-point de l'avenue Arago, avenue de Canéjan, rond-point de l'avenue Canéjan, avenue Canéjan, autoroute A 630, jusqu'à la limite territoriale de la commune de Gradignan.

## Démographie

### Démographie avant 2015
| 1982 | 1990   | 1999   | 2006   | 2011   | 2012   |
| ---- | ------ | ------ | ------ | ------ | ------ |
| -    | 27 346 | 29 025 | 29 651 | 30 864 | 31 810 |

### Démographie depuis 2015
En 2022, le canton comptait 56 162 habitants, en évolution de +4,24 % par rapport à 2016 (Gironde : +6,91 %, France hors Mayotte : +2,11 %).
| 2013   | 2018   | 2022   |
| ------ | ------ | ------ |
| 52 130 | 54 959 | 56 162 |